# A1 Ethniki 2018-19
La A1 Ethniki 2018-19, conocida por motivos de patrocinio como Betshop.gr Basket League, fue la edición número 79 de la A1 Ethniki, la máxima competición de baloncesto de Grecia. La temporada regular comenzó en octubre de 2018 y los playoffs tuvieron lugar en junio de 2019. Los ocho mejor clasificados accedieron a los playoffs, los dos primeros directamente a semifinales, tercero y cuarto directos a cuartos de final mientras que los otros cuatro jugaron una ronda previa. El Panathinaikos B.C. logró su 37.º título de campeón. 

## Equipos temporada 2018-19
| Club                  | Ciudad              | Pabellón                            | Cap.   | Temp. |
| --------------------- | ------------------- | ----------------------------------- | ------ | ----- |
| AEK                   | Marousi             | OAKA Indoor Hall                    | 18 500 | 62    |
| Aris                  | Salónica            | Alexandrio Melathron                | 5138   | 65    |
| Holargos              | Cholargos           | Antonis Tritsis Indoor Hall         | 1100   | 1     |
| Ifaistos Limnou B.C.  | Mirina              | Nikos Samaras Indoor Hall           | 1250   | 14    |
| Kolossos              | Rodas               | Venetoklio Indoor Hall              | 1242   | 13    |
| Kymis                 | Kymi                | Tasos Kabouris Kanithou Indoor Hall | 1620   | 3     |
| Lavrio Megabolt       | Lavrio              | Lavrio Indoor Hall                  | 1700   | 4     |
| Olympiacos            | Piraeus             | Peace and Friendship Stadium        | 12 000 | 66    |
| Panathinaikos         | Marousi)            | OAKA Indoor Hall                    | 18 500 | 69    |
| Panionios             | Atenas (Nea Smyrni) | Nea Smyrni Indoor Hall              | 2000   | 50    |
| PAOK                  | Salónica (Pylaia)   | PAOK Sports Arena                   | 8162   | 62    |
| Peristeri             | Atenas (Peristeri)  | Peristeri Arena                     | 4000   | 23    |
| Promitheas Patras     | Patras              | Dimitris Tofalos Arena              | 5150   | 3     |
| Rethymno Cretan Kings | Rethymno            | Melina Merkouri Sports Arena        | 1600   | 9     |

## Resultados

### Temporada regular
| Pos. | Equipo                | PJ | G  | P  | PF   | PC   | DP   | Pts | Clasificación o descenso |
| ---- | --------------------- | -- | -- | -- | ---- | ---- | ---- | --- | ------------------------ |
| 1    | AEK                   | 26 | 18 | 8  | 2129 | 1995 | +134 | 44  | Accede a Playoffs        |
| 2    | Peristeri             | 26 | 17 | 9  | 2009 | 1977 | +32  | 43  | Accede a Playoffs        |
| 3    | Panathinaikos         | 26 | 24 | 2  | 2151 | 1668 | +483 | 43  | Accede a Playoffs        |
| 4    | Promitheas Patras     | 26 | 16 | 10 | 2003 | 1907 | +96  | 42  | Accede a Playoffs        |
| 5    | PAOK                  | 26 | 15 | 11 | 1992 | 1955 | +37  | 41  | Accede a Playoffs        |
| 6    | Olympiacos            | 26 | 23 | 3  | 2108 | 1708 | +400 | 40  | Descenso a A2 Ethniki    |
| 7    | Ifaistos Limnou       | 26 | 13 | 13 | 1914 | 1995 | −81  | 39  | Accede a Playoffs        |
| 8    | Holargos              | 26 | 12 | 14 | 1850 | 1899 | −49  | 38  | Accede a Playoffs        |
| 9    | Aris                  | 26 | 8  | 18 | 1811 | 1883 | −72  | 34  |                          |
| 10   | Rethymno Cretan Kings | 26 | 8  | 18 | 1906 | 2053 | −147 | 34  |                          |
| 11   | Panionios             | 26 | 8  | 18 | 1950 | 2210 | −260 | 34  |                          |
| 12   | Kymis                 | 26 | 8  | 18 | 1899 | 2100 | −201 | 34  |                          |
| 13   | Lavrio                | 26 | 7  | 19 | 1997 | 2123 | −126 | 33  |                          |
| 14   | Kolossos              | 26 | 5  | 21 | 1958 | 2204 | −246 | 31  |                          |

 Fuente: ESAKE
Notas:
1. ↑  Peristeri Vikos Cola es segundo debido a su balance individual con Panathinaikos.
2. 1 2  Peristeri Vikos Cola 3 Pts, 1.0197; Panathinaikos OPAP 3 Pts, 0.9807
3. ↑  Panathinaikos OPAP no recibió un punto por la penalización del partido perdido ante Kymi. A Panathinaikos se le restaron 6 puntos.
4. ↑  Olympiacos fue sancionado con la pérdida de 12 puntos.[5] Al no presentarse en partido de playoffs ante Panathinaikos, automáticamente descendió a A2 Ethniki.
5. 1 2 3 4  Aris 9 Pts, 1.0758; Rethymno Cretan Kings 9 Pts, 1.0044; Panionios 9 Pts, 0.9786; Kymi 9 Pts, 0.9505

### Marcadores
| Local \ Visitante     | AEK    | ARIS  | HOL    | IFA   | KOL    | KYMI  | LAV    | OLY    | PAO    | PNN     | PAOK  | PER   | PRO   | RET   |
| --------------------- | ------ | ----- | ------ | ----- | ------ | ----- | ------ | ------ | ------ | ------- | ----- | ----- | ----- | ----- |
| AEK                   | —      | 81–73 | 73–63  | 83–69 | 94–79  | 96–92 | 83–64  | 67–76  | 72–104 | 73–62   | 91–71 | 96–70 | 83–62 | 82–62 |
| Aris                  | 77–81  | —     | 58–59  | 65–54 | 75–81  | 95–60 | 84–70  | 64–68  | 70–84  | 79–56   | 58–62 | 62–68 | 66–65 | 81–87 |
| Holargos              | 70–81  | 76–63 | —      | 65–62 | 74–60  | 73–66 | 82–71  | 68–73  | 64–81  | 74–73   | 74–68 | 75–76 | 57–69 | 66–61 |
| Ifaistos Limnou       | 74–87  | 73–64 | 72–70  | —     | 82–76  | 81–74 | 80–76  | 53–73  | 62–84  | 86–64   | 80–79 | 77–73 | 82–67 | 77–80 |
| Kolossos H Hotels     | 69–106 | 61–72 | 75–81  | 60–78 | —      | 97–90 | 76–80  | 67–86  | 78–88  | 106–109 | 60–75 | 77–84 | 68–83 | 74–63 |
| Kymi                  | 67–78  | 75–57 | 57–66  | 90–83 | 91–86  | —     | 89–88  | 74–77  | 62–87  | 92–82   | 73–90 | 56–87 | 86–82 | 77–84 |
| Lavrio Aegean Cargo   | 94–100 | 70–73 | 76–69  | 96–76 | 74–70  | 86–68 | —      | 76–81  | 55–80  | 90–60   | 64–77 | 83–55 | 73–85 | 93–94 |
| Olympiacos            | 101–75 | 76–67 | 88–78  | 83–46 | 95–74  | 92–69 | 102–63 | —      | 0–20*  | 98–72   | 80–59 | 92–69 | 86–59 | 84–60 |
| Panathinaikos OPAP    | 111–79 | 85–65 | 86–64  | 93–65 | 95–68  | 0–20  | 108–63 | 79–70  | —      | 96–71   | 89–51 | 80–75 | 87–76 | 88–64 |
| Panionios             | 78–74  | 70–66 | 90–110 | 76–93 | 88–80  | 89–93 | 101–91 | 65–101 | 67–88  | —       | 69–73 | 77–75 | 60–74 | 88–72 |
| PAOK                  | 88–79  | 95–79 | 80–73  | 73–75 | 79–83  | 78–60 | 99–88  | 68–78  | 83–93  | 83–73   | —     | 87–73 | 81–56 | 81–64 |
| Peristeri Vikos Cola  | 83–80  | 81–61 | 71–62  | 89–81 | 73–70  | 94–93 | 87–78  | 81–76  | 80–72  | 74–71   | 83–65 | —     | 79–86 | 80–64 |
| Promitheas            | 79–69  | 71–61 | 86–61  | 73–68 | 101–95 | 94–61 | 71–63  | 77–80  | 69–86  | 104–67  | 82–59 | 73–76 | —     | 86–81 |
| Rethymno Cretan Kings | 57–66  | 74–76 | 83–76  | 82–85 | 93–67  | 78–64 | 72–77  | 58–92  | 75–87  | 65–72   | 78–88 | 83–73 | 72–73 | —     |

*-Olympiacos se marchó del campo del Panathinaikos a mitad de partido a causa del arbitraje en el partido de copa, y decidió no disputar el partido de liga por lo que se le asignó a este último la victoria por 20-0

## Playoffs
|  | Cuartos de final     | Cuartos de final   |                      |      | Semifinales            | Semifinales            |  |  | Final | Final |
|  |                      |                    |                      |      |                        |                        |  |  |       |       |
|  |                      |                    |                      |      |                        |                        |  |  |       |       |
|  |                      |                    |                      |      |                        |                        |  |  |       |       |
|  | AEK                  | 2                  |                      |      |                        |                        |  |  |       |       |
|  | AEK                  | 2                  |                      |      |                        |                        |  |  |       |       |
|  | Holargos             | 1                  |                      |      |                        |                        |  |  |       |       |
|  | Holargos             | 1                  | AEK                  | 2    |                        |                        |  |  |       |       |
|  |                      |                    | AEK                  | 2    |                        |                        |  |  |       |       |
|  |                      | Promitheas Patras  | 3                    |      |                        |                        |  |  |       |       |
|  | Promitheas Patras    | Promitheas Patras  | 3                    | 2    |                        |                        |  |  |       |       |
|  | Promitheas Patras    |                    |                      | 2    |                        |                        |  |  |       |       |
|  | PAOK                 | 0                  |                      |      |                        |                        |  |  |       |       |
|  | PAOK                 | 0                  | Promitheas Patras    | 0    |                        |                        |  |  |       |       |
|  |                      |                    | Promitheas Patras    | 0    |                        |                        |  |  |       |       |
|  |                      | Panathinaikos OPAP | 3                    |      |                        |                        |  |  |       |       |
|  | Peristeri Vikos Cola | Panathinaikos OPAP | 3                    | 2    |                        |                        |  |  |       |       |
|  | Peristeri Vikos Cola |                    |                      | 2    |                        |                        |  |  |       |       |
|  | Ifaistos Limnou      | 1                  |                      |      |                        |                        |  |  |       |       |
|  | Ifaistos Limnou      | 1                  | Peristeri Vikos Cola | 0    |                        |                        |  |  |       |       |
|  |                      |                    | Peristeri Vikos Cola | 0    |                        |                        |  |  |       |       |
|  |                      | Panathinaikos OPAP | 3                    |      | Tercer y cuarto puesto | Tercer y cuarto puesto |  |  |       |       |
|  | Panathinaikos OPAP   | Panathinaikos OPAP | 3                    | w.o. | Tercer y cuarto puesto | Tercer y cuarto puesto |  |  |       |       |
|  | Panathinaikos OPAP   |                    |                      | w.o. |                        |                        |  |  |       |       |
|  | Olympiacos           |                    |                      |      |                        |                        |  |  |       |       |
|  | AEK                  | 3                  |                      |      |                        |                        |  |  |       |       |
|  | AEK                  | 3                  |                      |      |                        |                        |  |  |       |       |
|  | Peristeri Vikos Cola | 1                  |                      |      |                        |                        |  |  |       |       |
|  | Peristeri Vikos Cola | 1                  |                      |      |                        |                        |  |  |       |       |

### Cuartos de final
| Equipo 1             | Series | Equipo 2        | 1.er partido | 2.º partido | 3.er partido |
| -------------------- | ------ | --------------- | ------------ | ----------- | ------------ |
| AEK                  | 1–1    | Holargos        | 84–62        | 72–88       | 88-75        |
| Peristeri Vikos Cola | 2–1    | Ifaistos Limnou | 84–81        | 71–77       | 74-64        |
| Panathinaikos OPAP   | w.o.   | Olympiacos      | 20–0         | 0           | 0            |
| Promitheas Patras    | 2–0    | PAOK            | 81–66        | 76–68       | 0            |

### Semifinales
| Equipo 1             | Series | Equipo 2           | 1.er partido | 2.º partido | 3.er partido | 4.º partido | 5.º partido |
| -------------------- | ------ | ------------------ | ------------ | ----------- | ------------ | ----------- | ----------- |
| AEK                  | 2–3    | Promitheas Patras  | 83-82        | 65-74       | 88-60        | 54-70       | 84-85       |
| Peristeri Vikos Cola | 0–3    | Panathinaikos OPAP | 68-91        | 66-86       | 75-82        | 0           | 0           |

#### Tercer y cuarto puesto
| Equipo 1 | Series | Equipo 2             | 1.er partido | 2.º partido | 3.er partido | 4.º partido | 5.º partido |
| -------- | ------ | -------------------- | ------------ | ----------- | ------------ | ----------- | ----------- |
| AEK      | 3-1    | Peristeri Vikos Cola | 66-67        | 79-71       | 91-83        | 83-82       | 0           |

### Finales
| Equipo 1          | Series | Equipo 2           | 1.er partido | 2.º partido | 3.er partido | 4.º partido | 5.º partido |
| ----------------- | ------ | ------------------ | ------------ | ----------- | ------------ | ----------- | ----------- |
| Promitheas Patras | 0–3    | Panathinaikos OPAP | 77-103       | 80-92       | 77-111       | 0           | 0           |

## Estadísticas
Hasta final de temporada.
| Rank | Nombre            | Equipo                | PPP  |
| ---- | ----------------- | --------------------- | ---- |
| 1.   | Davion Berry      | Panionios             | 20.1 |
| 2.   | Steve Burtt       | Rethymno Cretan Kings | 19.0 |
| 3.   | Doron Lamb        | Lavrio BC             | 14.2 |
| 3.   | Vince Hunter      | AEK BC                | 14.5 |
| 4.   | Vladimir Janković | Holargos B.C.         | 13.6 |

| Rank | Nombre             | Equipo           | APP |
| ---- | ------------------ | ---------------- | --- |
| 1.   | Nick Calathes      | Panathinaikos BC | 8.2 |
| 2.   | JeQuan Lewis       | Kymis B.C.       | 5.7 |
| 3.   | Anthony Hickey     | Rethymno BC      | 5.3 |
| 4.   | Ryan Harrow        | Peristeri BC     | 4.8 |
| 5.   | Vassilis Spanoulis | Olympiacos BC    | 4.8 |

| Rank | Nombre              | Equipo            | RPP |
| ---- | ------------------- | ----------------- | --- |
| 1.   | Chris Horton        | Kymis B.C.        | 9.1 |
| 2.   | Joey Dorsey         | Panionios BC      | 8.8 |
| 3.   | Sean Evans          | Ifaistos Limnou   | 8.6 |
| 4.   | Dimitris Mavroeidis | Kolossos Rodou BC | 7.6 |
| 5.   | Nikola Milutinov    | Olympiakos BC     | 7.0 |

| Rank | Nombre               | Equipo                 | TPP |
| ---- | -------------------- | ---------------------- | --- |
| 1.   | Danny Agbelese       | Holargos B.C.          | 1.8 |
| 2.   | Chris Horton         | Kymis B.C.             | 1.6 |
| 3.   | Jimmie Taylor        | Panionios              | 1.3 |
| 4.   | Octavius Ellis       | Promitheas Patras B.C. | 1.6 |
| 5.   | Georgios Papagiannis | Panathinaikos BC       | 1.1 |